# 尼吉诺农村居民点
尼吉诺农村居民点（俄语：Нигинское сельское поселение）是俄罗斯联邦沃洛格达州尼科利斯克区所属的一个农村居民点。其下辖有18个居民点，行政中心为尼吉诺。据2015年统计，该农村居民点的人口为553人。